# XVI з'їзд КП(б)У
XVI з'їзд КП(б)У — з'їзд Комуністичної партії (більшовиків) України, що відбувся 25—28 січня 1949 року в Києві.
У роботі з'їзду взяли участь 650 делегатів з ухвальним і 85 — з дорадчим голосом, які представляли 572 950 членів і 111 325 кандидатів у члени партії.

## Порядок денний з'їзду
1. Звіт ЦК КП(б)У (доповідач Хрущов Микита Сергійович).
2. Звіт Центральної Ревізійної комісії КП(б)У (доповідач Давидов Олексій Йосипович).
3. Вибори керівних органів КП(б)У.

## Керівні органи партії
Обрано Центральний комітет у складі 77 членів і 46 кандидатів у члени ЦК, Центральну Ревізійну комісію у складі 21 особи.

### Члени Центрального комітету
- Ангеліна Парасковія Микитівна
- Аношин Іван Семенович
- Бегма Василь Андрійович
- Білобров Іван Федорович
- Брежнєв Леонід Ілліч
- Бутенко Григорій Прокопович
- Валігура Іван Трохимович
- Гайовий Антон Іванович
- Галицький Кузьма Микитович
- Гапій Дмитро Гаврилович
- Горобець Іван Григорович
- Гречко Андрій Антонович
- Гречуха Михайло Сергійович
- Гриза Олексій Андріанович
- Гришко Григорій Єлисейович
- Грушовий Костянтин Степанович
- Гусятникова Парасковія Василівна
- Демиденко Парасковія Іванівна
- Дружинін Володимир Миколайович
- Єнютін Георгій Васильович
- Єпішев Олексій Олексійович
- Заблодський Григорій Петрович
- Іванов Іван Олександрович
- Іванов Ілля Іванович
- Кальченко Никифор Тимофійович
- Караваєв Костянтин Семенович
- Кириленко Андрій Павлович
- Кириченко Олексій Іларіонович
- Коваль Борис Андронікович
- Ковпак Сидір Артемович
- Колибанов Анатолій Георгійович
- Компанець Іван Данилович
- Корнієць Леонід Романович
- Корнійчук Олександр Євдокимович
- Коротченко Дем'ян Сергійович
- Костюченко Сергій Пилипович
- Кривонос Петро Федорович
- Кузнецов Віктор Олександрович
- Кухаренко Лідія Іванівна
- Литвин Костянтин Захарович
- Мануїльський Дмитро Захарович
- Марков Василь Сергійович
- Махонін Сергій Нестерович
- Мацкевич Володимир Володимирович
- Мацуй Петро Панасович
- Мельников Леонід Георгійович
- Мельников Семен Іванович
- Мжаванадзе Василь Павлович
- Назаренко Іван Дмитрович
- Олійник Захар Федорович
- Онищенко Григорій Потапович
- Палладін Олександр Володимирович
- Поборчий Олександр Павлович
- Попов Маркіан Михайлович
- Профатілов Ілля Іванович
- Пухов Микола Павлович
- Рогинець Михайло Георгійович
- Руденко Роман Андрійович
- Савченко Сергій Романович
- Семичастний Володимир Юхимович
- Сердюк Зиновій Тимофійович
- Сєнін Іван Семенович
- Синяговський Петро Юхимович
- Стахурський Михайло Михайлович
- Степанок Данило Тимофійович
- Стоянцев Олексій Андрійович
- Строкач Тимофій Амвросійович
- Струєв Олександр Іванович
- Турбай Григорій Автономович
- Туряниця Іван Іванович
- Устенко Андрій Іванович
- Федоров Олексій Федорович
- Фоменко Микола Михайлович
- Хрущов Микита Сергійович
- Чураєв Віктор Михайлович
- Чучукало Василь Данилович
- Щербак Пилип Кузьмич

### Кандидати в члени Центрального комітету
- Ананченко Федір Гурійович
- Архангельський Михайло Сергійович
- Барановський Анатолій Максимович
- Бєлогуров Микола Кіндратович
- Бубновський Микита Дмитрович
- Валуєв Володимир Миколайович
- Веллер Валентин Абрамович
- Волошин Іван Митрофанович
- Гапочка Павло Микитович
- Голубар Семен Григорович
- Дубковецький Федір Іванович
- Застава Семен Андрійович
- Зленко Андрій Никифорович
- Кисляков Костянтин Сергійович
- Клименко Василь Костянтинович
- Клименко Фросинія Григорівна
- Ковальов Герман Васильович
- Конопкін Митрофан Михайлович
- Коноваленко Пантелеймон Васильович
- Костюк Марія Адамівна
- Краснопевцев Семен Олександрович
- Лісняк Павло Якович
- Лукашов Іван Олексійович
- Медведь Левко Іванович
- Новиков Тихон Андрійович
- Нощенко Петро Хомич
- Павлов І. Г.
- Пономаренко Василь Микитович
- Прикордонний Дмитро Максимович
- Россочинський Іван Якович
- Рудаков Олександр Петрович
- Рудницький Петро Васильович
- Рязанов Василь Георгійович
- Савков Микола Никифорович
- Селіванов Олександр Гнатович
- Сорока Євдоким Дмитрович
- Сорокін Костянтин Леонтійович
- Степченко Федір Петрович
- Тарасов Степан Никонович
- Троскунов Лев Ізраїльович
- Фадєєв Василь Семенович
- Фадєєв Сергій Максимович
- Філіпов Іван Маркелович
- Чеканюк Андрій Терентійович
- Шевченко Петро Якимович
- Шуйський Григорій Трохимович

### Члени Центральної Ревізійної комісії
- Бондар Іван Іванович
- Брик Валентина Володимирівна
- Вєшніков Олексій Олексійович
- Гребенник Кузьма Євдокимович
- Давидов Олексій Йосипович
- Євченко Надія Феодосіївна
- Кудінов Михайло Андрійович
- Логвин Іван Михайлович
- Людников Іван Ілліч
- Мироненко Петро Никифорович
- Москалець Костянтин Федорович
- Носальський Андріан Андрійович
- Погорєлов Пилип Павлович
- Поперека Михайло Степанович
- Попович Дмитро Петрович
- Савельєв Іван Степанович
- Філіпов Іван Іванович
- Шевель Георгій Георгійович
- Шепілов Василь Тимофійович
- Шинкарьов Олександр Федорович
- Щетинін Семен Миколайович

## Зміни складу ЦК в період між з'їздами
13–15 квітня 1950 року на Пленумі ЦК КП(б)У з кандидатів у члени ЦК КП(б)У до складу ЦК КП(б)У переведений Тарасов Степан Никонович.